# Радомяк (Радом)
Радомяк (на полски: Radomski Klub Sportowy Radomiak Radom), познат още като Радомяк Радом, е полски футболен клуб от град Радом. 

## История
През 1910 г. руските владетели на Полша решават да създадат клуб, наречен "Radomskie Towarzystwo Sportowe". Състоеше се от пет секции: футбол, колоездене, тенис, бързо пързаляне с кънки и гимнастика. През 1911 г. играчите на „РКС“ играят първия си мач, изгубен с 5:2 от „Стела“ (Варшава). 
През 1924 г. Спортната асоциация на Радом получава правото да играе във варшавския клас „B“, който по това време е второто ниво в полския футбол (Ekstraklasa е създадена едва през 1927 г.). През 1925 г. те печелят право да играят в клас „А“, а през 1928 г. всички отбори от Радом са прехвърлени в Лигата на Келце, която включва клубове от градовете Радом, Келце, Ченстохова, както и от така наречения въглищен басейн на Домбровски. Отборът печели промоция в лига Киелце (клас „А“), побеждавайки „Якоа“(Бендзин) и „К. С. Сосновец“. След като спечелва Лигата на Киелце, Радом игра в плейофите за промоция за Екстракласа, където е победен от „Подгоже“ и „Напшод“.
До края на 30-те години „Радом“ е един от най-добрите отбори в лигата, но така и не успява да стигне до висшата лига. По време на Втората световна война отборът престава да съществува и се завръща през април 1945 г. в мач срещу „Чарни“ от Радом. През 1947 г., след като спечелва регионалните игри, „Радом“ отново играе плейофи за влизане в Екстракласа и губи от „Видзев (Лодз)“. През април 1945 г. в Радом е основан спортен клуб „Бата“. Това име се използва до юли 1945 г., когато отборът е преименуван на спортен клуб „Радомяк“. Новият отбор печели регионалните игри, както и шампионата на Варшава, след като побеждава „Полония (Варшава)“.
През 1946 г. „Радомяк“ играе в регионалните плейофи на полското първенство. Те побеждават „Люблянка“ с резултат 5:0, а в решителния мач губят от „ЛКС (Лодз)“ с резултат 3:1. На 19 юли 1947 г. Мариан Чахор става първият играч от Радом, играл за националния отбор на Полша в мач срещу отбора на Румъния.
През 1948 г. „Радомяк“ влиза в новосформираната втора дивизия и остава там до 1952 г. Няколко години отборът играе в трета и четвърта дивизия. През 1967 г. „Радомяк“ се обединява със „Спортно дружество Радом“ и се създава нова организация - „Спортен клуб Радом „Радомяк““. 
Домакинските си срещи играе на стадион „Братя Цахор“ с капацитет 8 840 зрители.  

## Предишни имена
Радомска спортна асоциация
| Години      | Име                          |
| ----------- | ---------------------------- |
| 1910 – 1921 | „Радомска спортна асоциация“ |
| 1921 – 1950 | Спортен клуб „Радом“         |
| 1950 – 1958 | „Огнево“                     |
| 1958        | Спортен клуб „Радом“         |

Радомяк Радом
| Години      | Име                                              |
| ----------- | ------------------------------------------------ |
| 1945 – 1950 | РСК (Радомски спортен клуб) „Радомяк“ Радом      |
| 1950 – 1951 | „Звйонзковец“ Радом                              |
| 1951 – 1958 | „Влукняж“ Радом                                  |
| 1958 – 1967 | СК (Спортен клуб) „Радомяк“ Радом                |
| 1967 – 2008 | РСК (Радомски спортен клуб) „Радомяк“ Радом      |
| от 2008     | РСК (Радомски спортен клуб) „Радомяк 1910“ Радом |

## Успехи
- Екстракласа:
  - 7-мо (1): 2021/22
- Купа на Полша:
  - 1/4 финалист (1): 2006/07
- I Лига:
  -  Шампион (1): 2020/21
- II Лига:
  -  Шампион (2): 1983/84 (източна), 2018/19
- III Лига, група (лодзинско-мазовецка):
  -  Шампион (6): 1970/71 (группа V), 1971/72 (группа V), 1976/77 (группа III), 1992/93 (группа V), 2011/12, 2014/15
- IV Лига, група (мазовецка):
  -  Шампион (3): 1999/2000 (група Люблин, Радом, Бяла Подляска, Седлце), 2002/03, 2008/09

## Български футболисти
- Светослав Бърканичков: 2006 (8 мача - 1 гол)